# Alvar Müntzing

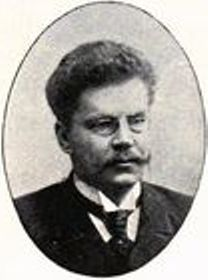
Alvar Müntzing.

Alvar Müntzing, född 29 december 1848 i Lerbäcks socken, Örebro län, död 22 augusti 1917, var en svensk ingenjör. 
Efter examen från Tekniska elementarskolan i Örebro 1867 var Müntzing kemist vid Sörkvarns fabriker 1867–1869, elev vid Inedals sockerbruk 1869, verkmästare där 1870 och fabriksföreståndare 1872–1877, disponent vid Gustavsfors pappersbruk 1877–1879, fabriksföreståndare vid Munksjö pappersbruk 1879–1893, verkställande direktör för Munksjö AB 1893–1897, byggde och igångsatte Timsfors pappersbruk 1897, var verkställande direktör för Timsfors AB 1897–1902 och var innehavare av Svenska pappersbyrån (för konsultationer och konstruktioner i pappers- och trämassefacken) i Stockholm från 1902. 
Müntzing utförde experiment, som visade att god portlandscement kan tillverkas av svenska råvaror, började 1868 att tillverka lim av lera, uttog patent på däckning av socker i centrifuger, införde 1877 diffusionsmetoden vid sodaåtervinningen i natroncellulosafabrikationen, började 1878 tillverka ett nytt pappersslag, det så kallade fidélepapperet, uppfann en ny metod för cellulosatillverkning, varigenom så kallat kraftpapper åstadkoms samt konstruerade och patenterade ett nytt sätt för indränkning av takpapp och asfalterat papper. Han var sekreterare i Svenska pappersbruksföreningen.